# アロン・ウルフォーク
アロン・ウルフォーク（Aaron Woolfolk、1969年1月17日 - ）は、アメリカ合衆国の映画監督、脚本家、プロデューサーである。
コロンビア大学大学院修士課程修了。ウォルト・ディズニー・スタジオ/ABCエンタテインメントの元脚本家フェロー（2004年 - 2005年）。ロサンゼルス在住。アフリカ系アメリカ人。

## 人物・来歴
1969年1月17日、アメリカ・カリフォルニア州のオークランドに生まれる。同市内のスカイライン・ハイスクール在学時（1984年 - 1987年）にはオーケストラに所属し、ヴァイオリンやヴィオラを演奏していた。
1987年、カリフォルニア大学バークレー校に入学、1992年、同校を卒業、日本に興味を持ち、23歳になる同年から1年間、文部省（現在の文部科学省）により、高知県高岡郡佐川町に外国語指導助手（ALT）として派遣される。
1993年、米国に帰国して、ニューヨーク市マンハッタンにあるコロンビア大学大学院芸術学科映画専攻に入学する。同市内に6年間居住する。1997年、全米監督協会最優秀学生映画作家賞短篇部門を、28歳のとき初めて監督した短篇映画『Rage!』で受賞する。同大学院修士課程終了（1998年）後の1999年には、高知県内でロケーション撮影した短篇第3作『黒い羊』で再び同賞を受賞した。
2004年、35歳のときに1年間、ウォルト・ディズニー・スタジオ/ABCエンタテインメントの脚本家フェローとなる。テレビ番組のための脚本オフィスで働く。
2008年、ロサンゼルス在住の日系アメリカ人三世のティム・トヤマと共同で戯曲『Bronzeville』を執筆する。同作は、ハリウッドスターのダニー・グローヴァーとベン・ギロリの主宰する「ロビー・シアター・カンパニー」のために書かれたものである。
同年、ダニー・グローヴァーの支援を受け、ダニーをエグゼクティブプロデューサーおよび出演者、ベン・ギロリを主演に迎え、米国で活躍する日本人プロデューサーコウ・モリとの共同企画による初の長篇劇映画『The Harimaya Bridge はりまや橋』の撮影を日本の高知県内、およびサンフランシスコ市内で行なった。同作の製作には、日本・アメリカ・韓国の資本が参加した（ほとんどが日本からのもの）。同作の製作をめぐり、2009年1月、駐日アメリカ合衆国大使館の招聘で東京・名古屋・京都で講演を行った。
日本の広島県で発行のタウン誌「シネマッド/旅MAP」（2009年7月号）のインタビューにて、竹内まりやのファンであり、島根の出雲にある実家を訪ねたことがあることと、『はりまや橋』での白石美帆の役名・竹内先生、物語の鍵となる混血の幼女の名・マリヤは、彼女から取ったものであることを明言した。

## フィルモグラフィ
- Rage!　1997年　※短篇
- 『駅』 Eki　1999年　※短篇
- 『黒い羊』 Kuroi Hitsuji　1999年　※短篇
- 『The Harimaya Bridge はりまや橋』 The Harimaya Bridge　2009年

## テアトログラフィ
- Bronzeville 2008年 戯曲 - ティム・トヤマと共同執筆

## 関連事項
- 全米監督協会
- ロビー・シアター・カンパニー （en:Robey Theatre Company）
- en:Columbia University School of the Arts
- en:Skyline High School (Oakland, California)
- ティム・トヤマ （en:Tim Toyama）

## 註
1. ↑  #外部リンクにあるIMDbのbiographyの記述を参照。
2. 1 2 3 4 5  アロン・ウルフォークの公式サイト「Aaron Woolfolk」（英語）の自筆による記述を参照。
3. 1 2  Film “The Harimaya Bridge” Director/Writer Aaron Woolfolk answers questionsCultural News　Come to Japanese Art and Cultural Places
4. ↑  橋本大二郎公式ブログ内の「橋本大二郎です: 映画「はりまや橋」（2月19日）」（2007年2月26日）の記述を参照。
5. ↑  高知新聞サイト内の記事「映画「はりまや橋」撮影安全祈願 きょうクランクイン」（2008年6月3日）の記述を参照。
6. ↑  英語版en:Tim Toyamaの記述を参照。
7. ↑  駐日アメリカ大使館公式サイトの記事「現代アメリカ基礎講座 第45回『The Harimaya Bridgeはりまや橋』 - JETからハリウッド映画監督へ」を参照。
8. ↑  朝日新聞高知版の記事「映画『はりまや橋』のアロン・ウルフォーク監督に聞く」（2009年3月10日付）を参照。